# Kahkva (Orava)
Kahkva – wieś w Estonii, w prowincji Põlva, w gminie Orava.